# Уртхва
Уртхва (груз. ურთხვა) — село в Грузии. Находится в Хашурском муниципалитете края Шида-Картли. Высота над уровнем моря составляет 800 метров. Население — 176 человек (2014).